# Synagoga w Ryczywole
Synagoga w Ryczywole – synagoga zbudowana w połowie XIX wieku w Ryczywole przy ulicy Czarnkowskiej. Prawdopodobnie wcześniej istniała w Ryczywole synagoga z XVIII wieku. Podczas II wojny światowej hitlerowcy zdewastowali synagogę. Po wojnie budynek synagogi stał opuszczony, kiedy to w latach 70. XX w. przebudowano budynek na wielorodzinny dom mieszkalny. W najbliższym czasie budynek ma odzyskać gmina żydowska. 
Murowany budynek synagogi wzniesiono na planie prostokąta. Pierwotnie był orientowany, posiadała elewacje z cegły nietynkowanej. Od wschodu znajduje się niewielka apsyda. Oprócz niej z pierwotnego wyglądu budynku zachował się układ okien.